# Telegramm

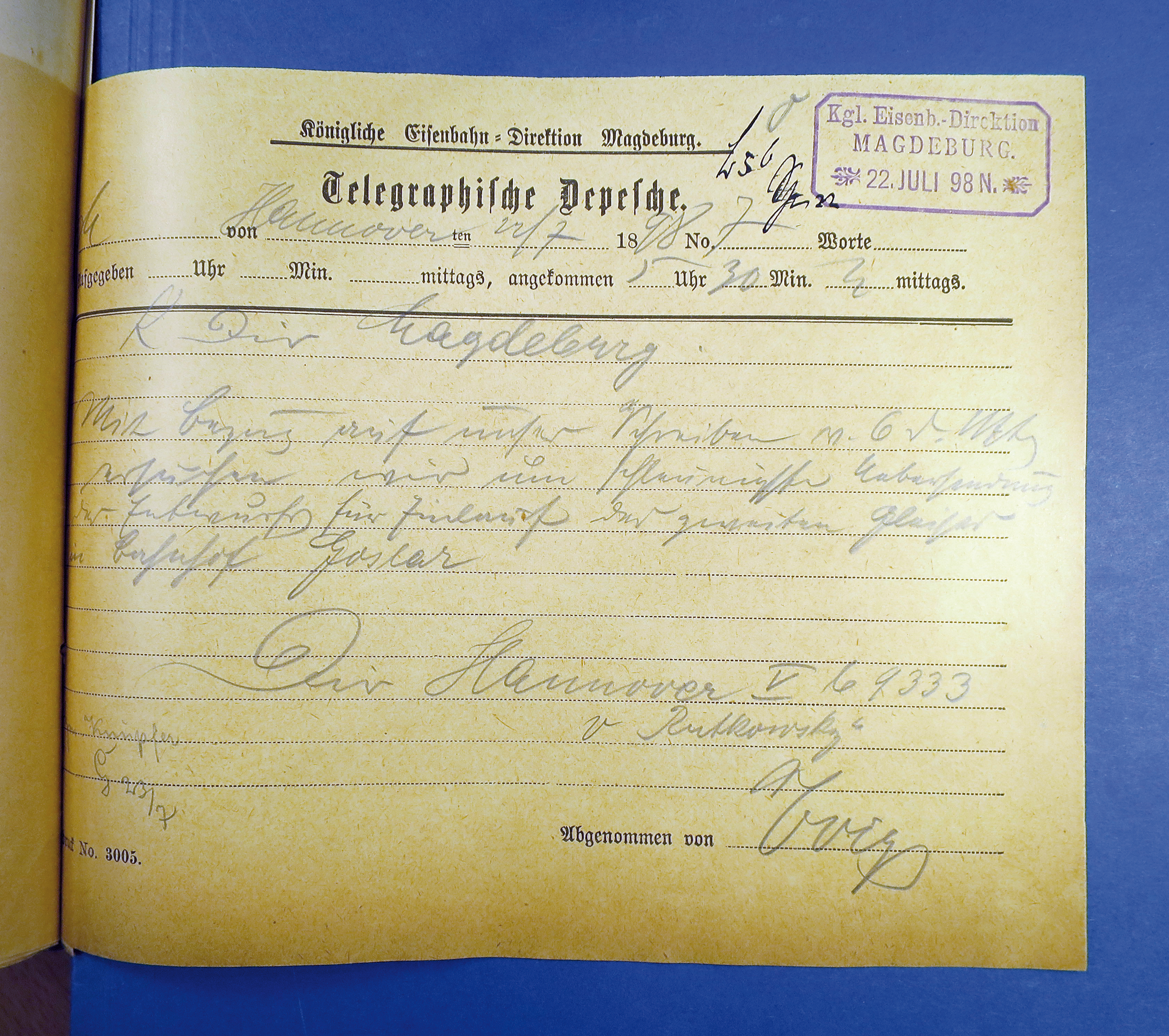
Diensttelegramm der Eisenbahndirektion Magdeburg, 1898

Telegramm von 1949

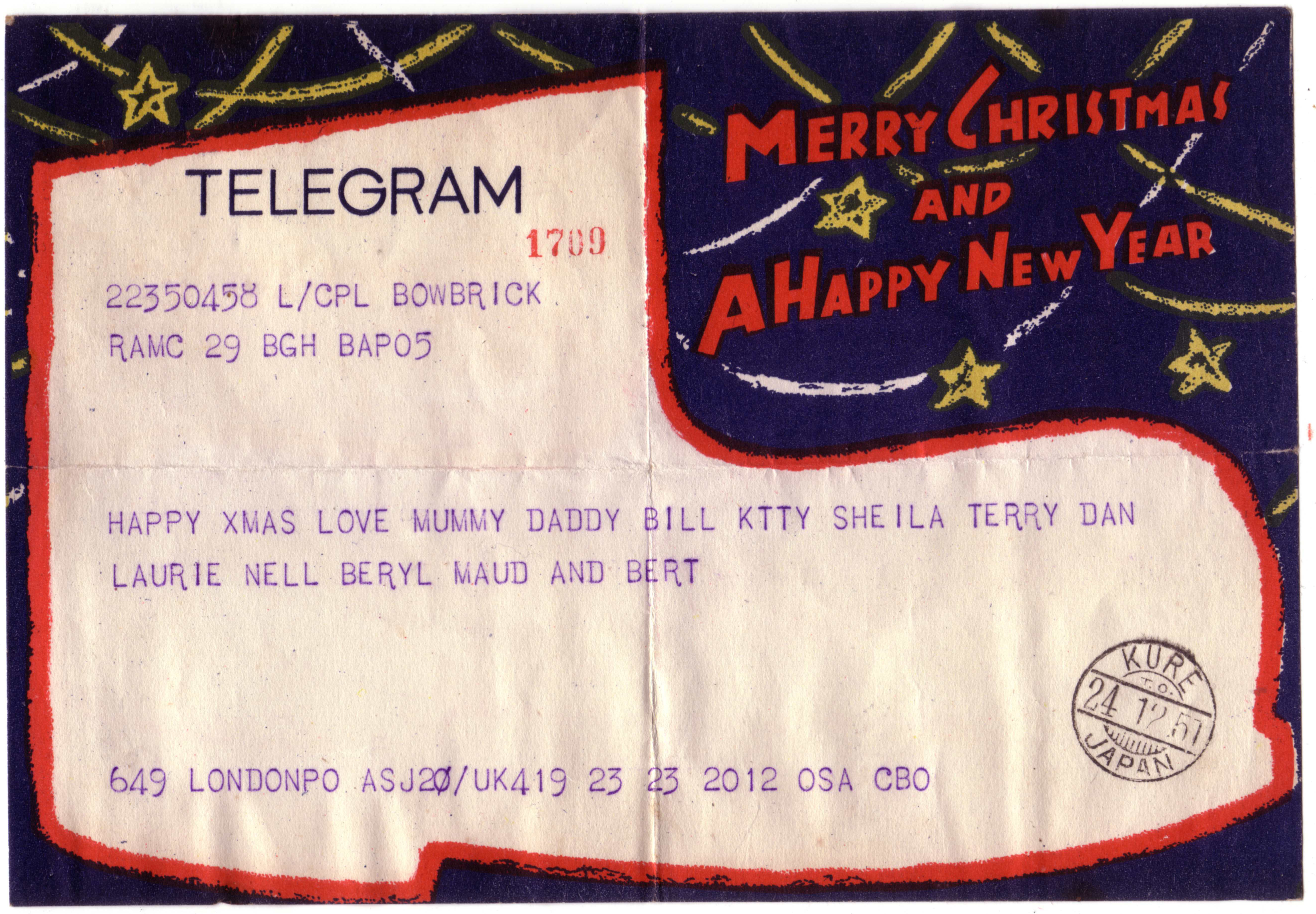
Glückwunschtelegramm von 1951, London nach Japan

Telegrammgebühren der Reichspost

Telegrammgebühren der Bundespost

Telegrammgebühren der Deutschen Post der DDR

Seefunkdienst der Deutschen Post der DDR

Ein Telegramm (von griechisch tele: fern, weit und gramma: Buchstabe, Schrift; wörtlich Fernschrift bzw. auch Fernschreiben) ist eine mit Hilfe akustischer, optischer oder elektrischer Geräte telegrafisch übermittelte Nachricht. Im Fall der Übermittlung mithilfe eines elektrischen Telegrafen, also über eine Drahtleitung oder ein Telegrafenkabel, sprach man früher auch von einer Drahtnachricht, im Fall der Übermittlung mithilfe von Funktechnik auch von einem Funktelegramm (FT).
Telegramme gibt es in moderner Form seit 1791, als der Franzose Claude Chappe den optischen Telegrafen konstruierte. Die erste elektrische Telegrafenlinie der Welt wurde 1833 durch Gauß und Weber in Göttingen errichtet und betrieben. 1837 führte der amerikanische Erfinder Samuel Morse zum ersten Mal seinen Morseapparat vor. Mithilfe eines Punkt-Strich-Codes konnte er Nachrichten direkt auf einem Papierstreifen aufzeichnen. Die erste Telegrafenlinie der Vereinigten Staaten wurde 1844 zwischen Baltimore und Washington in Betrieb genommen. Den Ausdruck Telegramm prägte 1852 E. P. Smith aus Rochester, der erst viel später den gängigen Ausdruck „telegrafische Depesche“ ablöste. Weitere Bezeichnung war Kabel (davon abgeleitet das Verb kabeln), die auf den Übermittlungsweg Bezug nahmen.
Telegramme wurden ab den späten 1840er-Jahren mit Morseschreibern, Ende des 19. Jahrhunderts mit Typendrucktelegrafen und während und nach dem Zweiten Weltkrieg per Fernschreiber übermittelt. Da sich das Entgelt (früher genannt: „Gebühr“) für ein Telegramm nach der Anzahl der Wörter richtet, hat sich ein sogenannter „Telegrammstil“ eingebürgert, z. B. sagt man statt „Ich komme am Freitag um 17:00 Uhr an“ kürzer „Ankomme Freitag 17 Uhr.“ Aus diesem Grund konnten Empfänger auch eine verkürzte Telegrammadresse, das „Drahtwort“, beantragen. Die Übermittlung von Telegrammen wurde von der Deutschen Post innerhalb Deutschlands bis zum 31. Dezember 2022 angeboten und dann wegen mangelnder Nutzung eingestellt. Das Briefgeheimnis galt auch für Telegramme, d. h. der aufnehmende Mitarbeiter durfte den Inhalt weder an andere weitergeben noch verfälschen.

## Hintergrund/Übermittlung
Telegramme waren Mitte des 19. Jahrhunderts die erste Möglichkeit, über weitere Entfernungen synchron miteinander kommunizieren zu können. Da ein flächendeckendes Eisenbahnnetz noch nicht existierte, wurden Briefe meist mit der Postkutsche befördert und erreichten ihren Empfänger innerhalb Deutschlands in der Regel innerhalb einer knappen Woche. Briefe nach Übersee waren mehrere Wochen unterwegs. Auch nach Erfindung des Telefons behielt das Telegramm für wichtige Nachrichten seine Bedeutung, da es Anfangs nur wenige private Telefonanschlüsse gab. Selbst 1970 besaßen nur 50 % aller bundesdeutschen Haushalte ein Telefon, in der DDR waren es deutlich weniger. Daher behielt das Telegramm dort bis 1989 seine Bedeutung.
Die Übermittlung eines Telegramms geschah in drei Stufen:
1. Telegramm aufgeben: Der Absender schickte entweder einen Boten zum Post- bzw. Telegrafenamt (Telegrafenanstalt) oder diktierte seinen Text und die Empfängeradresse einem Beamten persönlich am Schalter. Für Glückwünsche konnte man ab den 1920er Jahren künstlerisch gestaltete Schmuckblatt-Telegramme für den Empfänger beauftragen. Ebenfalls ab den 1920er Jahren konnten Telegrame auch telefonisch aufgegeben werden. Bezahlt wurde entweder im Amt, per Telefonrechnung oder per Münzeinwurf am öffentlichen Fernsprecher. Während der Blütezeit der Telegramm-Nutzung in Deutschland waren Postdienst, Telefondienst und Telegrafendienst unter einem gemeinsamen Dach (Reichspost, Bundespost bzw. Deutsche Post der DDR) zusammengefasst. Dies ermöglichte die vielfältigen, gleichwertigen Zugänge. Im Geschäftsverkehr war für größere Firmen (schon um 1900) eine (beim örtlichen Telegrafenamt hinterlegte) Telegrammadresse üblich; sie bestand aus einem Wort mit bis zu 15 Buchstaben. Dafür musste ein Absender dann nur eine Wortgebühr statt mehrere für Name, Straße und Hausnummer bezahlen.
2. Telegramm übermitteln: Die Texte wurden im Post- bzw. Telegrafenamt (Telegrafenanstalt) mit der Morsetaste, später über die Tastatur eines Typendrucktelegrafen oder Fernschreibers eingegeben und über eine direkte elektrische Leitung zu einem Post- bzw. Telegrafenamt in der Nähe des Empfängers übermittelt. In Städten mit mehreren Postämtern wurde das aufgegebene Telegramm zuvor per Boten (später telefonisch), in Großstädten mit der Rohrpost zu zentralen Telegrafenämtern befördert. Bei Telegrafenleitungen gab es keine Vermittlung wie im Telefonnetz, sondern nur Verbindungen zwischen Ämtern und Städten. Daher mussten Telegramme von und zu kleineren Orten, die nur über eine oder wenige Leitungen in Städte der Umgebung verfügten, in den Telegrafenämtern der nächstgrößeren Stadt umtelegrafiert, d. h. neu eingegeben werden. Gleiches gilt für Telegramme nach Übersee, die an den Küstenstellen der Unterseekabel jeweils neu eingegeben und an der Landungsstelle des Kabels erneut in das Telegrafennetz des Empfängerlandes eingegeben werden mussten.
3. Telegramm zustellen: Im Empfängeramt wurde der Text vom Morseschreiber per Hand in ein Formular übertragen. Bei Hörempfang wurde die Nachricht vom Telegrafenbeamten direkt in das Formular eingetragen. Typendrucktelegrafen und Fernschreiber druckten den Text auf schmale gummierte Papierstreifen, die auf das DIN A5 große Telegrammformular oder (falls gewünscht) in ein ausgewähltes Schmuckblatt geklebt wurden. Die Zustellung erfolgte durch Telegrammboten meist innerhalb von zwei bis vier Stunden nach Aufgabe des Telegramms, anfangs zu Fuß, später per Fahrrad und ab den 1920er Jahren per Motorrad.

## Telegrammdienst nach Staaten

### Deutschland
1870 konnte man nach Indien telegraphieren.
1922 führte die Reichspost zu zehnfacher Gebühr das Blitztelegramm ein, ab 1926 gab es für besondere Anlässe Schmuckblatttelegramme.
Das erste Bildtelegramm wurde 1927 im Probebetrieb der Bildtelegrafie zwischen der Großfunkstelle Nauen und dem Empfänger in der Zentrale der Telefunken in der Brunnenstraße in Berlin-Wedding gesendet und empfangen. Die erste internationale Übertragung fand 1930 von Berlin ins chinesische Nanjing über Kurzwelle statt. 1978 wurden nach Angaben der Deutschen Bundespost rund 13 Millionen Telegramme übermittelt.
Telegramme konnten bei Postämtern, über den Fernsprecher oder beim Telegrammzusteller aufgegeben werden.
Im Inlandsverkehr konnten Brieftelegramme zu ermäßigter Gebühr aufgegeben werden. Sie wurden nicht vom Telegrammzusteller, sondern mit der Briefpost ausgehändigt.
Seit dem 31. Dezember 2000 beförderte die Deutsche Telekom AG keine Telegramme mehr ins Ausland. Begründet wurde dies damit, dass der Übertragungsweg technisch überholt sei. Die Übermittlung von Telegrammen wurde von der Deutschen Post innerhalb Deutschlands bis 31. Dezember 2022 angeboten und dann ebenfalls wegen mangelnder Nutzung eingestellt. Der Preis für ein einfaches Telegramm (Mini) bis 160 Zeichen betrug zuletzt 12,57 Euro und mit Schmuckblatt 16,67 € (mit Auswahlmotiv zum Anlass).
Das Telegramm hat mit dem Ausbau des Kommunikationssystems an Bedeutung verloren; mittlerweile stehen modernere Möglichkeiten der Datenübertragung (SMS, E-Mail, Instant Messaging) zur Verfügung. In den Monaten vor der Einstellung des Telegrammdienstes waren es 200–300 Telegramme pro Monat. An den letzten beiden Werktagen vor Beendigung des Dienstes wurden jeweils noch mehr als 3000 Telegramme verschickt, die allerdings nicht mehr alle zugestellt wurden.
Verschiedene Internetdienste wie Pacster und TelegrammDirekt bieten den Versand von Telegrammen, auch in das Ausland, an. Diese „moderne“ Form des Telegramms ist nur bedingt mit der früheren vergleichbar. Die Zustellung erfolgt nicht mehr unbedingt binnen Stunden, je nach Anbieter wurde das Telegramm als Brief mit der Post ausgeliefert.

### Österreich
In Österreich wurde ein Telegramm erstmals 1847 verschickt. Bis zum Ausbruch des Ersten Weltkrieges wuchs die Anzahl der jährlich versendeten Telegramme auf bis zu 23 Millionen im Jahr 1913. Die wenig später beginnende Konkurrenz durch Telefon, Sprechfunk und Telex führte ab den 1920er Jahren zu einem Rückgang der Nutzung von Telegrammdiensten. Bis gegen Ende des 20. Jahrhunderts erfreuten sich aber insbesondere bebilderte oder mit Musik versehene Glückwunschtelegramme noch größerer Beliebtheit. Noch 1984 wurden in Österreich insgesamt rund eine Million Telegramme verschickt.
Mit der Verbreitung von E-Mail und Mobiltelefonie verloren Telegramme als schneller Informationsdienst seit den 1990ern endgültig ihre Bedeutung. So gab die Telekom Austria am 24. Oktober 2005 bekannt, aus wirtschaftlichen Gründen (nur noch deutlich weniger als 10.000 Telegramme pro Monat versendet) diesen Dienst mit 31. Dezember 2005 vollständig einzustellen. Ab Januar 2006 hat die UTS GmbH (telegramm.at) den Telegrammdienst von Telekom Austria übernommen.
Dieses Unternehmen hat auch 2005 den Telegrammdienst der Schweiz übernommen und besitzt und betreibt die Telegrammdienste in insgesamt 43 Ländern, darunter auch den Niederlanden, Großbritannien, Schweden, Polen, Neuseeland, Hongkong und Singapur.

### Vereinigte Staaten
Am 27. Januar 2006 hat Western Union – einst führend in der Telegrammübermittlung – aus Mangel an Nachfrage den Dienst eingestellt. 2005 waren noch 30 Angestellte für dieses Geschäft zuständig, jedoch wurden insgesamt nur 20.000 Telegramme versendet (zum Vergleich: 1929 waren es noch 200 Millionen).
Die kanadische Firma iTelegram kaufte das Netz von Western Union und bietet heute noch Telegramme weltweit an.
Traditionell ist es Funkamateuren in den USA – im Gegensatz zu Deutschland – erlaubt, Funktelegramme aufzunehmen, weiterzuleiten und auszuliefern. Seit Jahrzehnten existiert dort die Einrichtung des sogenannten Radiograms (siehe ARRL-Radiogramm), bei dem Mitglieder der American Radio Relay League (ARRL) auf freiwilliger Basis Telegramme mithilfe der Funktechnik übermitteln.

### Thailand
Mit Ablauf des 30. April 2008 wurde in Thailand das Telegrafienetz abgeschaltet. Es war seit 1875 in Betrieb.

### Indien
Der Telegrammdienst wurde 1850 von der East India Company gegründet. Am 5. November 1850 verschickte der junge Ire William Brooke O’Shaughnessy das erste Telegramm – von Kalkutta in das wenige Kilometer entfernte Diamond Harbour. Im Jahr der Unabhängigkeit von England 1947 wurden 20 Mio. Nachrichten damit verschickt, 2012 nur noch 40.000, obwohl sich die Bevölkerung auf 1,2 Mrd. vervierfacht hatte. Mit dem 15. Juli 2013 beendete Indien nach 163 Jahren den Telegrammservice. Zuletzt gab es 75 Telegrammbüros, und das zuständige Ministerium für Telekommunikation beschäftigte fast 1.100 Telegrafisten. Telegramme wurden stets persönlich durch Boten überbracht. Die Beschäftigten sollten in anderen Bereichen von Bharat Sanchar Nigam Limited eingesetzt werden.
Bis zur Einführung eines internetbasierten Telegrammdienstsystems 2008 erfolgte die Übertragung oft mittels Morsetelegraphie, Fernschreiber wurden nur vereinzelt verwendet.

## Andere Bedeutungen in Spezialfeldern

### Informatik
In der Informatik wird oft der Begriff Datentelegramm (auch Datagramm) verwendet. Obschon sie zur Nachrichtenübertragung dienen, handelt es sich dabei nicht um Telegramme im klassischen Sinn. Datentelegramme sind standardisierte Datensätze, welche digital (und typischerweise seriell) übermittelt und meist zum Fernwirken und zu Steuerungszwecken bei der Systemautomation eingesetzt werden. Beispielsweise bilden die Bit-Informationen, die der Zeitzeichensender DCF77 innerhalb einer Minute sendet, ein Telegramm. Siehe auch unter Datenpaket.

### Eisenbahntechnik
Als Anwendungsfall der informationstechnischen Telegramme gilt die Datenübertragung zwischen Streckeneinrichtungen (LZB-Linienleiter, Balise) und Fahrzeugeinrichtung (LZB-Antenne, Balisenantenne/-loop).